# Insleben
Insleben war ein Dorf auf dem Gebiet der heutigen Stadt Magdeburg und wurde zur Wüstung.

## Lage
Insleben befand sich auf dem Gebiet des späteren Stadtteils der Stadt Magdeburg Neue Neustadt, etwa zwischen der heutigen Kastanienstraße im Norden und der heutigen Mittagstraße/Wasserkunststraße im Süden. Die ungefähre Ortslage dürfte sich daher um die Koordinate 52° 9′ 28,7″ N, 11° 38′ 24,9″ O befunden haben. Das Dorf befand sich somit in der Nähe eines mittelalterlichen Stromverlaufes der Elbe und dürfte von Eichen-, Erlen- und Kiefernwäldern umgeben gewesen sein. Insleben verfügte auch über fruchtbaren landwirtschaftlich nutzbaren Boden.

## Geschichte
Das Dorf wurde 937 erstmals urkundlich erwähnt und bestand wohl bis 1403. Starke Zerstörungen soll Insleben jedoch bereits 1213 und 1215 erlitten haben, als der Ort als Heerlager für die braunschweigischen Truppen Otto IV. diente. Viele der überlebenden Bewohner sollen dann in die damalige  Neustadt rings um die heutige Hohepfortestrasse übersiedelt sein. Weitere Verwüstungen entstanden durch Hochwasser der Elbe.
Die Überreste Inslebens gelangten in den Besitz des Klosters Maria Magdalene und des Sankt Georg Hospitals. Bei der Belagerung Magdeburgs 1550/1551 während des Schmalkaldischen Kriegs wurden die letzten Reste Inslebens zerstört.

## Erinnerungen

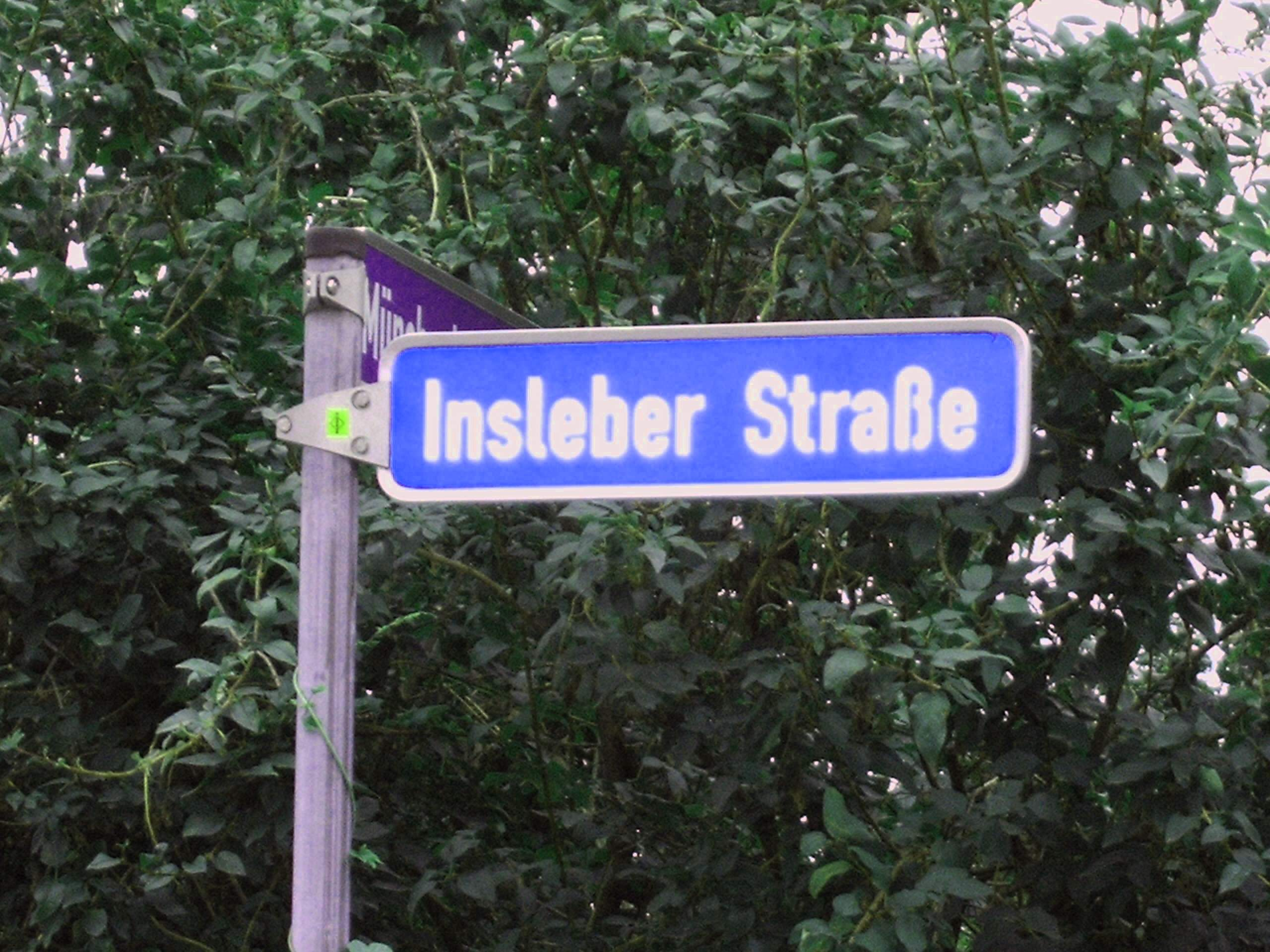
Straßenschild „Insleber Straße“

Insleben war auch namengebend für das Insleber Tor der Magdeburger Neustadt (späteres Mitteltor, Sieverstor bzw. Schützentor), durch welches der Weg von Neustadt über Insleben nach Rothensee führte. Heute erinnert noch die Insleber Straße in Magdeburg an diesen Ort.